# عزیز اعظم زنگنه
عزیز اعظم زنگنه سیاست‌مدار ایرانی بود، که در ادوار پانزدهم، شانزدهم، هجدهم، نوزدهم و بیستم مجلس شورای ملی، بعنوان نماینده کرمانشاه از استان کرمانشاه در مجلس حضور داشت. او در دوره شانزدهم از مخالفان دولت محمد مصدق بود.